# 사소펠트리오

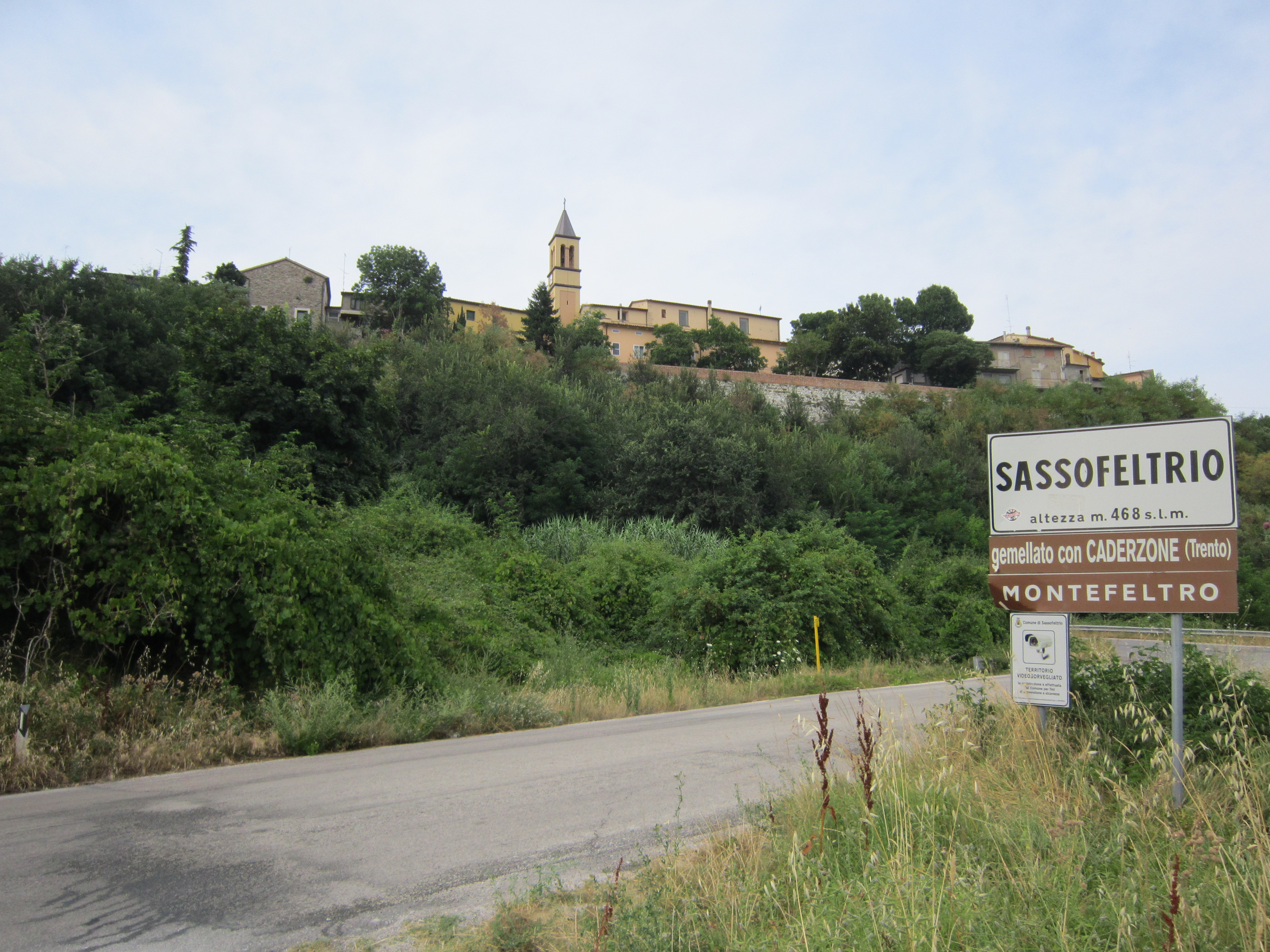
사소펠트리오

사소펠트리오(이탈리아어: Sassofeltrio)는 이탈리아 에밀리아로마냐주 리미니도에 위치한 코무네로 면적은 20.9km2, 높이는 468m, 인구는 1,476명(2010년 12월 31일 기준), 인구 밀도는 71명/km2이다. 안코나에서 북서쪽으로 약 90km, 페사로에서 서쪽으로 약 30km 정도 떨어진 곳에 위치한다.